# Bakr Zaki Awad
Bakr Zaki Awad (arabisch بكر زكي عوض, DMG Bakr Zakī ʿAwaḍ) ist ein ägyptischer islamischer Theologe, Professor für Usul ad-din (Grundlagen des Glaubens) und Dekan der Usul-ad-din-Fakultät der al-Azhar-Universität in Kairo.
Er war einer der Delegationsteilnehmer des 2. Seminars des Katholisch-Muslimischen Forums.